# مقاطعة تشيروكي (جورجيا)
مقاطعة تشيروكي (بالإنجليزية: Cherokee County)‏ هي إحدى المقاطعات في ولاية جورجيا في الولايات المتحدة الأمريكية.

## أعلام
- جورج واشنطن لان
- كيث ر. بلاكويل
- جون ستيفنز وود
- دين راسك